# Calycina (schimmelgeslacht)
Calycina is een geslacht van schimmels behorend tot de familie Pezizellaceae. De typesoort is Calycina herbarum.

## Soorten
Volgens Index Fungorum telt het geslacht 80 soorten (peildatum januari 2022):
| Soortnaam                                  | Auteur(s)                                | Publicatiejaar |
| ------------------------------------------ | ---------------------------------------- | -------------- |
| Calycina aglaeospora                       | (Berk.) Kuntze                           | 1898           |
| Calycina agyrioides                        | (P. Crouan & H. Crouan) Kuntze           | 1898           |
| Calycina albumina                          | (Cooke & Peck) Kuntze                    | 1898           |
| Calycina alniella (Elzenpropschoteltje)    | (Nyl.) Baral                             | 1985           |
| Calycina alstrupii                         | Suija & Motiej.                          | 2017           |
| Calycina aurantiaca                        | Kuntze                                   | 1898           |
| Calycina aurea                             | (Bolton) Kuntze                          | 1898           |
| Calycina brassicicola                      | (Schwein.) Kuntze                        | 1898           |
| Calycina bryogena                          | (Peck) Kuntze                            | 1898           |
| Calycina carneorosea                       | (Cooke & Harkn.) Baral                   | 2020           |
| Calycina chionea                           | (Fr.) Kuntze                             | 1898           |
| Calycina citrina (Geel schijfzwammetje)    | (Hedw.) Gray                             | 1821           |
| Calycina claroflava                        | (Grev.) Kuntze                           | 1898           |
| Calycina clavicularis                      | (Wallr.) Kuntze                          | 1898           |
| Calycina complanata                        | (Fr.) Kuntze                             | 1898           |
| Calycina conorum                           | (Rehm) Baral                             | 1985           |
| Calycina cortegadensis                     | De la Peña-Lastra, P. Alvarado & Requejo | 2019           |
| Calycina crocina                           | (Berk. & M.A. Curtis) Kuntze             | 1898           |
| Calycina cruentata (Russenpoederkelkje)    | (P. Karst.) Kuntze                       | 1898           |
| Calycina discolor                          | (Hedw.) Kuntze                           | 1898           |
| Calycina discreta (Klein poederkelkje)     | (P. Karst.) Kuntze                       | 1898           |
| Calycina doliolum                          | (Saut.) Kuntze                           | 1898           |
| Calycina drosodes                          | (Rehm) Baral & Declercq                  | 2013           |
| Calycina ellisii                           | (Dennis) Raitv.                          | 2004           |
| Calycina episphaerica                      | (Peck) Kuntze                            | 1898           |
| Calycina erythropus                        | (Saut.) Kuntze                           | 1898           |
| Calycina filicicola                        | (Hazsl.) Kuntze                          | 1898           |
| Calycina foliicola                         | (J. Schröt.) Kuntze                      | 1898           |
| Calycina fumigata                          | Sacc. & Speg. ex Kuntze                  | 1898           |
| Calycina fumosa                            | (Ellis & Everh.) Kuntze                  | 1898           |
| Calycina fungiformis                       | (Scop.) Kuntze                           | 1898           |
| Calycina gyalectoides                      | (Saut.) Kuntze                           | 1898           |
| Calycina hariotii                          | (Boud.) Kuntze                           | 1898           |
| Calycina henningsii                        | Kuntze                                   | 1898           |
| Calycina herbarum (Gewoon poederkelkje)    | (Pers.) Gray                             | 1821           |
| Calycina hongkongensis                     | (Berk. & M.A. Curtis) Kuntze             | 1898           |
| Calycina hyalopes                          | (Fuckel) Kuntze                          | 1898           |
| Calycina hydrogena                         | (Peck) Kuntze                            | 1898           |
| Calycina hypocrita                         | (Hazsl.) Kuntze                          | 1898           |
| Calycina immutabilis                       | (P. Karst.) Kuntze                       | 1898           |
| Calycina inocarpi                          | (Henn.) Kuntze                           | 1898           |
| Calycina italica (Schorssapbekertje)       | (Sacc.) Baral                            | 2005           |
| Calycina lactea                            | (Sacc.) Baral, R. Galán & Platas         | 2013           |
| Calycina languida                          | (P. Karst.) Baral, R. Galán & Platas     | 2013           |
| Calycina lens                              | (Speg.) Kuntze                           | 1898           |
| Calycina libertiana                        | (Sacc. & Roum.) Kuntze                   | 1898           |
| Calycina marina                            | (Boyd) Rämä & Baral                      | 2015           |
| Calycina misera                            | (Berk. & M.A. Curtis) Kuntze             | 1898           |
| Calycina naviculispora                     | (Ellis) Kuntze                           | 1898           |
| Calycina ovalipilosa                       | Raitv.                                   | 2003           |
| Calycina pallidula                         | (Sacc.) Kuntze                           | 1898           |
| Calycina palustris                         | (Peck) Kuntze                            | 1898           |
| Calycina parilis (Tweedelig takschoteltje) | (P. Karst.) Kuntze                       | 1898           |
| Calycina pateriformis                      | Kuntze                                   | 1898           |
| Calycina perpusilla                        | (Desm.) Kuntze                           | 1898           |
| Calycina phacidioides                      | (Sacc.) Kuntze                           | 1898           |
| Calycina phiala                            | (Vahl) Kuntze                            | 1898           |
| Calycina pileata                           | Kuntze                                   | 1898           |
| Calycina platypus                          | (Hazsl.) Kuntze                          | 1898           |
| Calycina polytrichicola                    | (P. Crouan & H. Crouan) Kuntze           | 1898           |
| Calycina purpurata                         | (Kalchbr.) Kuntze                        | 1898           |
| Calycina rhizogena                         | (Ellis & Everh.) Kuntze                  | 1898           |
| Calycina rhytidodes                        | (Berk. & M.A. Curtis) Kuntze             | 1898           |
| Calycina rufescens                         | (Ficinus) Kuntze                         | 1898           |
| Calycina sambucina                         | (P. Crouan & H. Crouan) Kuntze           | 1898           |
| Calycina saprophylla                       | (Cooke & Peck) Kuntze                    | 1898           |
| Calycina scolochloae (Rietschijfzwammetje) | (De Not.) Baral                          | 2013           |
| Calycina scutellata                        | (Kalchbr. & Cooke) Kuntze                | 1898           |
| Calycina sordida                           | Kuntze                                   | 1898           |
| Calycina spathicola                        | (Henn.) Kuntze                           | 1898           |
| Calycina sphaerophoroides                  | (W. Phillips & Harkn.) Kuntze            | 1898           |
| Calycina subcitrina                        | (Velen.) Baral                           | 2013           |
| Calycina subolivacea                       | (P. Karst.) Kuntze                       | 1898           |
| Calycina subtilis                          | (Fr.) Baral                              | 1985           |
| Calycina tenerrima                         | (Fr.) Kuntze                             | 1898           |
| Calycina turgidella (Zeggeschoteltje)      | (P. Karst.) Van Vooren                   | 2005           |
| Calycina vaccinea                          | (Schumach.) Kuntze                       | 1898           |
| Calycina venceslai                         | (Velen.) Raitv.                          | 2004           |
| Calycina venezueliana                      | (Klotzsch ex W. Phillips) Kuntze         | 1898           |
| Calycina vulgaris (Twijgschoteltje)        | (Fr.) Baral                              | 1989           |